# ピアニシモ (広瀬香美の曲)
「ピアニシモ」は、日本の女性歌手、広瀬香美の12枚目のシングル。

## 解説
- 1998年1月15日にビクターエンタテインメントから発売された。
- アルペンCMソング。

## 収録曲
作詞・作曲：広瀬香美　編曲：本間昭光・広瀬香美
1. ピアニシモ
2. 変身しましょう
3. ピアニシモ（オリジナル・カラオケ）

## 収録アルバム
- rhapsody (#1、Mix on Basis)
- 広瀬香美 THE BEST "Love Winters" (#1)
- 広瀬香美 THE BEST Love Winters〜ballads (#1、Mix on Basis)
- Alpen Best Kohmi Hirose (#1)
- SINGLE COLLECTION (#1)
- THE BEST "1992-2018" + "雪"Setlist Non-Stop Mix (#1)